# Grande Prêmio da Grã-Bretanha de 1960
Resultados do Grande Prêmio da Grã-Bretanha de Fórmula 1 realizado em Circuito de Silverstone à 16 de julho de 1960. Sétima etapa da temporada, foi vencida pelo australiano Jack Brabham.

## Classificação da prova
| Pos. | Nº | Piloto              | Construtor         | Voltas | Tempo/Diferença      | Grid | Pontos |
| ---- | -- | ------------------- | ------------------ | ------ | -------------------- | ---- | ------ |
| 1    | 1  | Jack Brabham        | Cooper-Climax      | 77     | 2:04:24.3            | 1    | 8      |
| 2    | 9  | John Surtees        | Lotus-Climax       | 77     | + 49.6               | 11   | 6      |
| 3    | 7  | Innes Ireland       | Lotus-Climax       | 77     | + 1:29.6             | 5    | 4      |
| 4    | 2  | Bruce McLaren       | Cooper-Climax      | 76     | + 1 volta            | 3    | 3      |
| 5    | 12 | Tony Brooks         | Cooper-Climax      | 76     | + 1 volta            | 9    | 2      |
| 6    | 11 | Wolfgang von Trips  | Ferrari            | 75     | + 2 voltas           | 7    | 1      |
| 7    | 10 | Phil Hill           | Ferrari            | 75     | + 2 voltas           | 10   |        |
| 8    | 15 | Henry Taylor        | Cooper-Climax      | 74     | + 3 voltas           | 16   |        |
| 9    | 14 | Olivier Gendebien   | Cooper-Climax      | 74     | + 3 voltas           | 12   |        |
| 10   | 5  | Dan Gurney          | BRM                | 74     | + 3 voltas           | 6    |        |
| 11   | 19 | Maurice Trintignant | Aston Martin       | 72     | + 5 voltas           | 21   |        |
| 12   | 26 | David Piper         | Lotus-Climax       | 72     | + 5 voltas           | 24   |        |
| 13   | 25 | Brian Naylor        | JBW-Maserati       | 72     | + 5 voltas           | 18   |        |
| 14   | 16 | Masten Gregory      | Cooper-Maserati    | 71     | + 6 voltas           | 14   |        |
| 15   | 21 | Gino Munaron        | Cooper-Castellotti | 70     | + 7 voltas           | 25   |        |
| 16   | 8  | Jim Clark           | Lotus-Climax       | 70     | + 7 voltas           | 8    |        |
| Ret  | 4  | Graham Hill         | BRM                | 71     | Spun Off             | 2    |        |
| Ret  | 24 | Lucien Bianchi      | Cooper-Climax      | 62     | Pane elétrica        | 17   |        |
| Ret  | 6  | Jo Bonnier          | BRM                | 59     | Suspensão            | 4    |        |
| Ret  | 3  | Chuck Daigh         | Cooper-Climax      | 58     | Superaquecimento     | 19   |        |
| Ret  | 17 | Ian Burgess         | Cooper-Maserati    | 58     | Motor                | 20   |        |
| Ret  | 18 | Roy Salvadori       | Aston Martin       | 46     | Direção              | 13   |        |
| Ret  | 23 | Jack Fairman        | Cooper-Climax      | 46     | Bomba de combustível | 15   |        |
| Ret  | 22 | Keith Greene        | Cooper-Maserati    | 12     | Superaquecimento     | 22   |        |

## Tabela do campeonato após a corrida
|   | Pos. | Piloto            | Pontos |
| - | ---- | ----------------- | ------ |
|   | 1    | Jack Brabham      | 32     |
|   | 2    | Bruce McLaren     | 27     |
|   | 3    | Stirling Moss     | 11     |
| 2 | 4    | Innes Ireland     | 11     |
| 1 | 5    | Olivier Gendebien | 10     |

|  | Pos. | Equipe          | Pontos |
|  | ---- | --------------- | ------ |
|  | 1    | Cooper-Climax   | 46     |
|  | 2    | Lotus-Climax    | 25     |
|  | 3    | Ferrari         | 16     |
|  | 4    | BRM             | 6      |
|  | 5    | Cooper-Maserati | 3      |

- Nota: Somente as primeiras cinco posições estão listadas. Apenas os seis melhores resultados, dentre pilotos ou equipes, eram computados visando o título. Neste ponto esclarecemos: na tabela dos construtores figurava somente o melhor resultado dentre os carros de um mesmo time.